# Asparagus laricinus
Asparagus laricinus är en sparrisväxtart som beskrevs av William John Burchell. Asparagus laricinus ingår i släktet sparrisar, och familjen sparrisväxter. Inga underarter finns listade i Catalogue of Life.

## Bildgalleri

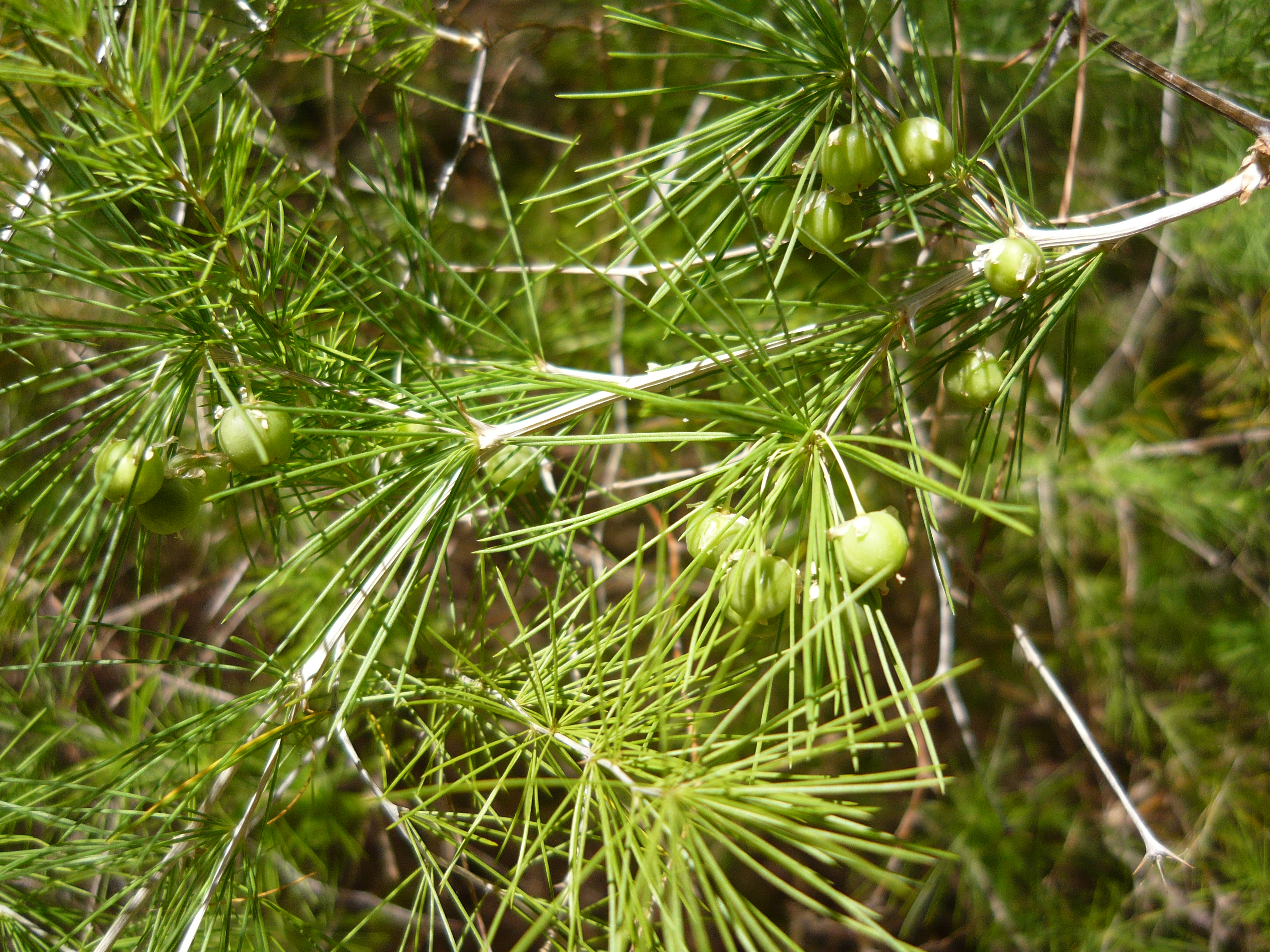
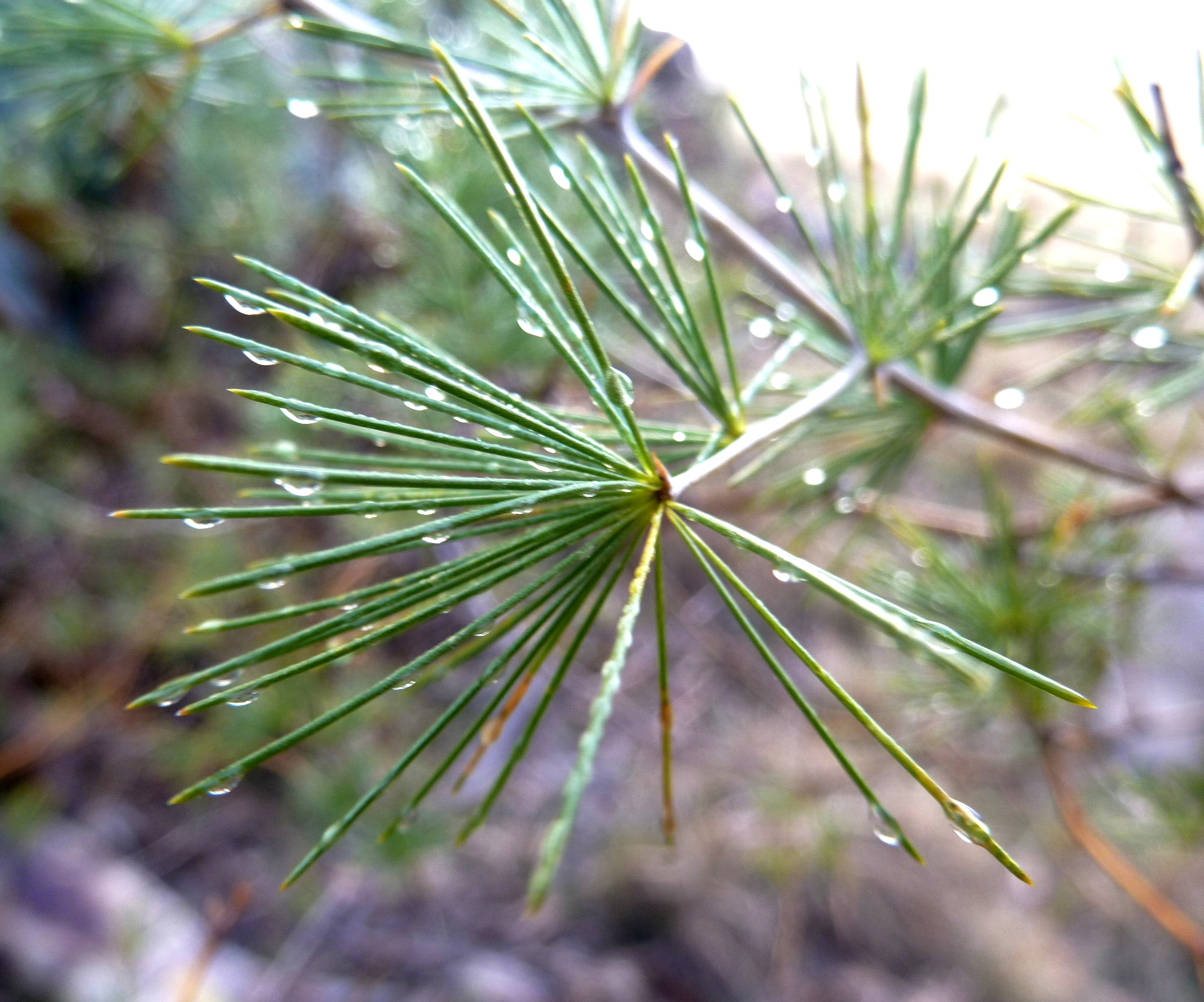
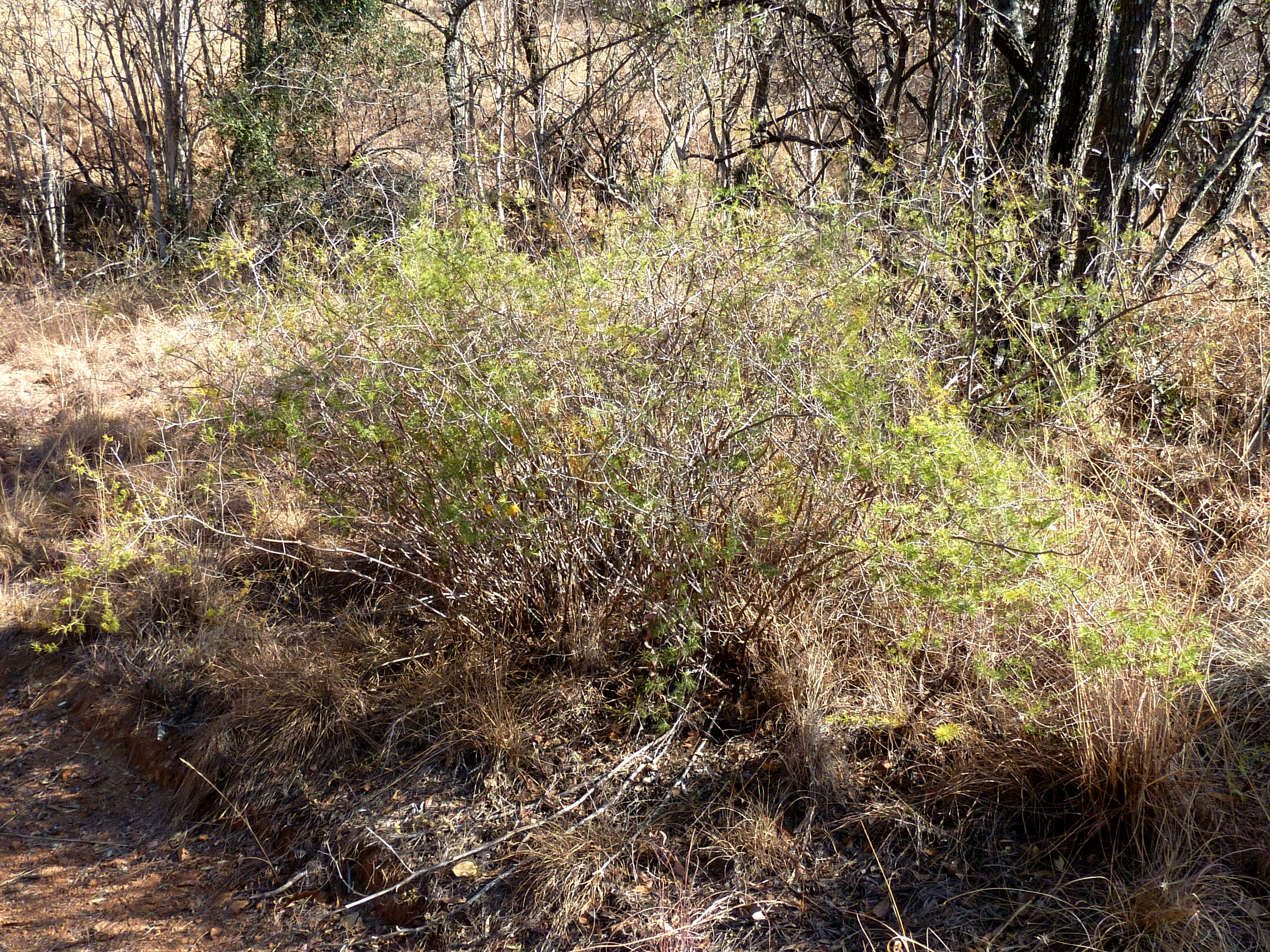
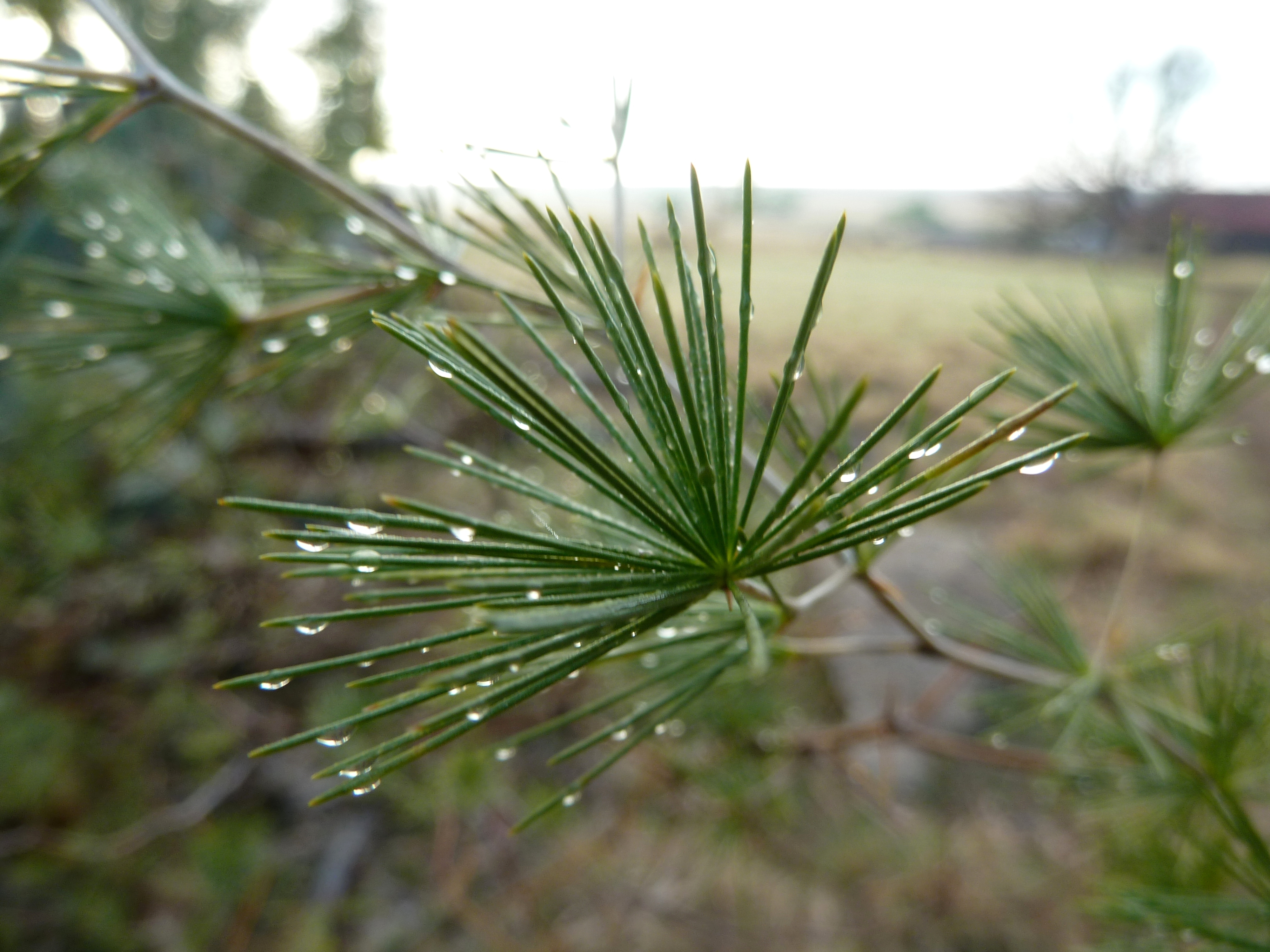